# Paraxerus vexillarius
Paraxerus vexillarius е вид бозайник от семейство Катерицови (Sciuridae). Видът е почти застрашен от изчезване.

## Разпространение
Разпространен е в Танзания.